# Haplochromis sp. 'ruby'
Haplochromis sp. nov. 'ruby' là một loài cá thuộc họ Cichlidae. Nó là loài đặc hữu của Uganda.